# Sistowski
Sistowski – polski herb szlachecki znany z jedynego wizerunku pieczętnego.

## Opis herbu
Opis herbu z wykorzystaniem zasad blazonowania, zaproponowanych przez Alfreda Znamierowskiego:
W polu toczenica, pośrodku której droga z zaćwieczonym krzyżem kawalerskim, barwy nieznane.

## Najwcześniejsze wzmianki
Pieczęć Z. Sistowskiego z 1563.

## Herbowni
Ponieważ herb Sistowski był herbem własnym, prawo do posługiwania się nim przysługuje tylko jednemu rodowi herbownemu:
Sistowski.